# Monopeltis galeata
Monopeltis galeata là một loài bò sát trong họ Amphisbaenidae. Loài này được Hallowell mô tả khoa học đầu tiên năm 1852.